# Jakubowo, Ostródzki
Jakubowo [jakuˈbɔvɔ] (tiếng Đức: Wellhausen) là một ngôi làng thuộc khu hành chính của Gmina Dąbrówno, thuộc huyện Ostródzki, Warmińsko-Mazurskie, ở miền bắc Ba Lan.